# Jonas Benedicti Eld
Jonas Benedicti Eld, död 1566 i Vallerstads socken, Östergötlands län var en svensk präst i Vinnerstads socken och Vallerstads socken.

## Biografi
Jonas Benedicti Eld var kyrkoherde i Vinnerstads socken. Han blev 1544 kyrkoherde i Vallerstads socken och 1552 prost. Eld avled 1566 i Vallerstads socken.
Eld beordrades 5 mars 1552 att skicka in sina räkenskaper till kungen.